# Shōhei Maru
Shōhei Maru (昇平丸?) fue una bricbarca de casco de madera, y el segundo buque de guerra japonés de estilo occidental, construido a los 218 años desde el inicio de la política de aislamiento del Shogunato Tokugawa, que además, prohibía la construcción de grandes navíos. Sirvió en la armada Tokugawa durante el Bakumatsu. 
No confundir con el buque transporte del mismo nombre utilizado durante la Segunda Guerra Mundial y hundido por el USS Spadefish (SS-411) en las costas de Corea.

## Diseño y construcción
Durante la segunda mitad del siglo XIX, las incursiones de buques extranjeros en aguas territoriales japonesas se habían incrementado, amenazando la política de aislamiento del período aislacionista y la estabilidad del shogunato Tokugawa. Argumentando la necesidad de proteger la soberanía japonesa en las Islas Ryūkyū, Shimazu Nariakira, daimyō del Dominio de Satsuma logró convencer al shogunato para que levantase en 1852 la prohibición sobre la construcción de grandes buques oceánicos. Se construyó un astillero en Sakurajima, y como previsión ante el anuncio de la misión del Comodoro Perry, comenzó la construcción de un nuevo buque en mayo de 1853. Bautizado como Shōhei Maru, según parece, fue construido siguiendo manuales holandeses de ingeniería naval obtenidos gracias a través del puesto comercial de Dejima, y observando a los navíos extranjeros que atravesaban ocasionalmente las aguas japonesas.

## Historial de servicio
Tras un periodo de construcción que se prolongó más de lo estimado, el Shōhei Maru fue comisionado el 12 de diciembre de 1854, mientras que el Hōō Maru fue terminado en el Uraga bugyō en julio del mismo año. Para distinguirlo de otros navíos similares, el Shōhei Maru ondeaba la bandera del Sol Naciente. Fue enviado a Edo en febrero de 1855, donde fue dado de alta en la armada del Bakufu en agosto de 1855.Asignado posteriormente al Centro de Entrenamiento de la Armada de Nagasaki, fue utilizado principalmente como barco de entrenamiento. 
Tras la Restauración Meiji de 1868, el Shōhei Maru pasó a manos del nuevo gobierno imperial. Al ser considerado como un modelo obsoleto para su uso operativo dentro de la nueva Armada Imperial Japonesa, fue transferido al Ministerio de asuntos coloniales junto con el Kanrin Maru, y utilizado como transporte de mercancías para el desarrollo de la isla de Hokkaidō. El Shōhei Maru encalló el 2 de marzo de 1870 en un banco de arena después de una tormenta cerca de Kaminokuni, Hokkaidō (41°52′N 140°07′E / 41.867, 140.117).
Pese a que el Shōhei Maru representaba un regreso del Bakufu a la construcción de buques de guerra que pudieran adentrarse en el océano tras dos siglos de prohibición, Japón había construido varios navíos de estilo occidental a comienzos del siglo XVII, como por ejemplo el galeón San Juan Bautista.

### Buques de la clase
- Hōō Maru
- Asahi Maru

### Listas relacionadas
- Anexo:Buques de la Armada Imperial Japonesa